# Tinamotis
Tinamotis és un gènere d'ocells de la família dels tinàmids. Aquests tinamús viuen en praderies als Andes.

## Llistat d'espècies
Se n'han descrit dues espècies vives dins aquest gènere:
- Tinamotis pentlandii - Tinamú de la puna.
- Tinamotis ingoufi - Tinamú de la Patagònia.